# Höselhurst
Höselhurst ist ein Gemeindeteil von Neuburg an der Kammel im schwäbischen Landkreis Günzburg in Bayern.

## Lage
Das Dorf liegt am rechten Ufer der Günz, circa zwei Kilometer westlich von Neuburg und wird von der parallel zur Günz verlaufenden Kreisstraße GZ 19 durchquert.

## Geschichte
Der Ort Höselhurst wird erstmals 1315 erwähnt. Im Jahr 1325 wurde er von Herzog Leopold von Österreich an Brun von Ellerbach verpfändet.
Am 1. Januar 1926 gab Höselhurst seine Selbständigkeit auf und wurde in die damalige Gemeinde Wattenweiler eingegliedert, diese kam am 1. Mai 1978 zur Gemeinde Neuburg an der Kammel.

## Baudenkmäler
- Katholische Filialkirche St. Nikolaus, erbaut 1491 bis 1497